# Rudolf Triebel
Rudolf Triebel (* 30. Juli 1910 in Erfurt; † 14. November 1995 in Rosenheim) war ein deutscher Bildhauer und Medailleur.
Sein Studium zum Stempelschneider begann er von 1936 bis 1939 bei den Professoren Alfons Feuerle und Albert Holl an der Staatlichen Höheren Fachschule für Edelmetallindustrie Schwäbisch Gmünd. Später führte er es in Stuttgart bei Alfred Lörcher fort. Nach 1945 machte sich Triebel selbständig und lebte in Oberbayern, ab 1961 in Rosenheim. Er schuf Werke aus Holz, Stein und Bronze. Zu Beginn der 1980er fertigte er vor allem Kleinplastiken.

## Medaillen-Werkverzeichnis (Auswahl)
Personen
- Ernest Ansermet, Dirigent, Bronzeguss ohne Jahr, 70 mm
- Johann Sebastian Bach, Komponist, Bronzeguss zum Bachjahr 1950
- Ernst Barlach und Käthe Kollwitz, Bronzeguss ohne Jahr, 101 mm
- Gottfried Benn, Arzt und Dichter, Bronzeguss ohne Jahr, 101 mm
- Hans Böckler, Gewerkschafter, 75 mm, im Rechteck b 100 mm/h 95 mm
- Bertolt Brecht, Schriftsteller und Regisseur, einseitiger Bronzeguss ohne Jahr, 73 mm
- Albrecht Dürer, Maler, Bronzeguss 1971, 99 mm. (und Silberguss)
- Albert Einstein Bronzeguss ohne Jahr (1979), 109 mm; Porträt von vorn / Ansicht des Einsteinturms, Formel E=mc²
- Vincent van Gogh, Maler, Bronzeguss ohne Jahr, 101 mm
- Johann Wolfgang von Goethe Bronzeguss ohne Jahr (1980), 100 mm
- Gerhart Hauptmann, Schriftsteller, Bronzeguss 1971, 100 mm / Florian Geyer nach Gemälde von Corinth
- Hermann Hesse, Maler und Dichter, Bronzeguss ohne Jahr, 94 mm
- Paul Hindemith, Komponist und Lehrer, Bronzeguss ohne Jahr (1973), 104 mm
- Ernst Jünger, Schriftsteller, Bronze- und Silberguss 1970, 86 mm. Porträt von vorn / Hirschkäfer mit umgebender Jahreszahl [MCMLXX]
- John F. Kennedy, Präsident der USA, Bronze- und Silberguss, † 12. November 1963, Rechteck einseitig, B 101 × H 119 mm
- Klabund (eigtl. Alfred Henschke), Dichter, Bronzeguss ohne Jahr, 101 mm.
- Thomas Mann, Schriftsteller, Bronzeguss ohne Jahr, 107 mm
- Michelangelo, Maler und Bildhauer, einseitiges Plastilin-Modell ohne Jahr (1990) und zwei Silbergüsse, ca. 102 mm
- Hans Pfitzner, deutscher Komponist, Musikschriftsteller. 1973, Bronzegussmedaille, Brustbild von vorn / Knabe, daneben Frau mit Schalmei. 102,9 mm
- Pablo Picasso, spanischer Maler, Bronzeguss 1971, 120 mm (und 41 mm / Friedenstaube)
- Igor Strawinsky, Komponist, Bronzeguss 1964, 92 mm
- Carl Zuckmayer, Schriftsteller, Bronzeguss 1986, 90 mm, Bildnis m. Namenszug / Kelch mit römischer Zahl MCMLXXI

Städtemedaillen
- 1973: Krefeld – Grosse Bronzeguss-Medaille auf die 600-Jahr-Feier der Verleihung der Stadtrechte durch Kaiser Karl IV. Die Medaille zeigt ein Brustbild Kaiser Karls mit Zepter und Reichsapfel von vorn und rechts daneben in Majuskeln die Inschrift [A•D / 1373 / Verlieh / Kaiser / Karl IV / dem Dorf / Creyvelt / das / Stadtrecht] auf der Rückseite ist ein stilisierter Stadtplan und darüber ein Bischof mit Stab zu sehen. 120 mm, auch als Prägemedaille ausgegeben.

Andere Werke
- Trompeter um 1640, Gipsmodell, 1992, 135 mm, in Bronze gegossen 2006 von der Kunstgießerei Lenz in Nürnberg; Sammlung Helga und Karl Hachenberg, Wissen

Bronzeplaketten
- Oskar von Miller Erstübertragung von Strom von Miesbach nach München, große Plakette in Miesbach
- Ludwig Ganghofer Heimatschriftsteller, große Plakette am Gedenkstein im Stadtpark Riviera in Miesbach